# Батејвија (Ајова)
Батејвија (енгл. Batavia) град је у америчкој савезној држави Ајова. По попису становништва из 2010. у њему је живело 499 становника.

## Демографија
Према попису становништва из 2010. у граду је живело 499 становника, што је -1 (-0.2%) становника више него 2000. године.
| Група             | 2000.       | 2010.       |
| Белци             | 486 (97,2%) | 478 (95,8%) |
| Афроамериканци    | 0 (0,0%)    | 0 (0,0%)    |
| Азијати           | 1 (0,2%)    | 0 (0,0%)    |
| Хиспаноамериканци | 9 (1,8%)    | 18 (3,6%)   |
| Укупно            | 500         | 499         |